# 日食甲陽軒
日食甲陽軒（にっしょくこうようけん）は、かつて山梨県甲府市にあった駅弁を製造・販売する会社である。

## 沿革
元々は明治37年に米倉旅館の経営者の米倉善八が設立した甲陽軒米倉（こうようけんよねくら）として甲府駅で駅弁の販売のほか、駅構内の売店や麺類等の提供を行なっていた。1960年代には100円、150円、200円の弁当を販売しており、1980年代には新潟産コシヒカリを使用した幕の内弁当を販売している。
1998年（平成10年）にJR東日本系列の日本レストランエンタプライズ（NRE）の子会社となり、日食甲陽軒（にっしょくこうようけん）に改名したが、2002年（平成14年）に完全吸収合併されて「NRE甲府営業支店」となり甲陽軒の名前は消滅。同時に合理化のためそれまで製造していた駅弁は取りやめとなり、甲府駅では一時期駅弁が取り扱われない時期があった。
なお、2003年（平成15年）にNRE系列のNRE大増（現・日本ばし大増）と小淵沢駅を拠点にしている丸政がNREへの委託という形で駅弁販売は再開され、2021年現在は丸政が改札内コンコースおよび2・3番線に専門店「MASAICHI」を設置し駅弁を取り扱っている。

## 製造していた駅弁
以下完全統合まで
- 武田陣中鍋めし
- 武田本陣弁当
- 武田無敵（かつ）弁当
- 旅のふれあい弁当
- 四季の味あおぞら
- 北のふるさと
- 北風のおもいで